# Rancho de las Lomas
Rancho de las Lomas är en ort i Mexiko.   Den ligger i kommunen Zitlala och delstaten Guerrero, i den södra delen av landet, 190 km söder om huvudstaden Mexico City. Rancho de las Lomas ligger 1 600 meter över havet och antalet invånare är 1 232.
Terrängen runt Rancho de las Lomas är kuperad åt sydväst, men åt nordost är den bergig. Runt Rancho de las Lomas är det ganska glesbefolkat, med 40 invånare per kvadratkilometer. Närmaste större samhälle är Chilapa de Alvarez, 17,7 km söder om Rancho de las Lomas. I omgivningarna runt Rancho de las Lomas växer huvudsakligen savannskog.